# Міхаловиці (гміна, Прушковський повіт)
Гміна Міхаловіце (пол. Gmina Michałowice) — сільська гміна у центральній Польщі. Належить до Прушковського повіту Мазовецького воєводства.
Станом на 31 грудня 2011 у гміні проживало 16918 осіб.

## Площа
Згідно з даними за 2007 рік площа гміни становила 34.88 км², у тому числі:
- орні землі: 71.00%
- ліси: 8.00%

Таким чином, площа гміни становить 14.16% площі повіту.

## Населення
Станом на 31 грудня 2011:
| Опис     | Загалом | Загалом | Чоловіки | Чоловіки | Жінки | Жінки |
| -------- | ------- | ------- | -------- | -------- | ----- | ----- |
| одиниця  | осіб    | %       | осіб     | %        | осіб  | %     |
| все      | 16918   | 100     | 8151     | 48.18    | 8767  | 51.82 |
| міське   | 0       | 100     | 0        |          | 0     |       |
| сільське | 16918   | 100     | 8151     | 48.18    | 8767  | 51.82 |

## Сусідні гміни
Гміна Міхаловіце межує з такими гмінами: Брвінув, Надажин, П'ястув, Прушкув, Рашин.